# Neferkare I
Neferkare was een Egyptische farao van de 2e dynastie. De koning is ook wel bekend als Nefer-Ka-Re, Neferkara, Nefercheres, Cheres.

## Biografie
Van Neferkare zijn geen of weinig voorwerpen gevonden, dus de Horusnaam en Nebtinaam kunnen niet worden getraceerd. Ook is niet duidelijk uit welke plaats deze koning kwam. De naam Neferkare is bekend van een koningslijst, waardoor hij geplaatst kan worden tussen Peribsen en Chasechemoey.
Gardiner schreef in 1980 dat er een overeenkomst is tussen de naam Neferkare en Aaka, gevonden in de Turijnse koningslijst. Hij kreeg hierop kritiek, omdat het argument dat de schrijver van de Turijnse koningslijst waarschijnlijk een fout had gemaakt en in plaats van hiëroglief 029 (aa), het hiëroglief F35 (nfr) had geschreven, nogal zwak was. Het argument werd uiteindelijk dan ook verworpen. Manetho's Nefercheres is waarschijnlijk dezelfde farao als Neferkare.
In de rotsen bij Aswan is enige eeuwen na zijn dood een verzoek van hem gebeiteld, gedateerd uit ca. 2500 v.Chr.: "Kom en ge moet de dwerg meebrengen, de dwerg die gij meegebracht hebt uit het land der geesten, levend, behouden en gezond, om te dansen de heilige dansen tot vermaak en verheugenis van farao Nefer-ka-Re. Pas op dat hij niet in het water valt." Het verzoek is gericht aan iemand die kennelijk een pygmee uit Centraal-Afrika had meegebracht, een uiterst zeldzaam vermaak.